# Cyrtopeltocoris ajo
Cyrtopeltocoris ajo är en insektsart som beskrevs av Knight 1968. Cyrtopeltocoris ajo ingår i släktet Cyrtopeltocoris och familjen ängsskinnbaggar. Inga underarter finns listade i Catalogue of Life.